# URBI
URBI (англ. universal real-time behavior interface) — кроссплатформенное приложение на языке программирования C++, используемое для разработки приложений, робототехники, а также сложных вычислений и задач, которое включает в себя параллельный и событийно-ориентированный скриптовый язык UrbiScript.

## Лицензия
URBI распространяется под лицензией BSD, доступной на GitHub.

## Подключение
UObject кросс-платформы можно использовать в сценариях для взаимодействия и обмена данными. Они подключаются к UrbiScript и взаимодействуют как «родные».

## UrbiScript
UrbiScript — это скриптовый язык в видеоиграх. Он может использоваться с языком программирования C++ для создания компонентов в единую функциональную структуру.

#### Создание
Язык UrbiScript разрабатывается с 2003 года Жаном-Кристофом Бейли в когнитивной Лаборатории робототехники ENSTA, в Париже.
В настоящее время скрипт активно развивается совместно с компанией Gostai.

## Основные возможности
- Параллельность и программирования на основе событий
- Прототипное программирование (Prototype-based programming)
- Синтаксис в стиле C++
- C++ архитектура компонентов (UObject) с возможностью линковки объектов или их удалённого запуска
- Архитектура Клиент-Сервер
- Клиентские интерфейсы для Java и Matlab (Urbi SDK)
- Кроссплатформенность: Linux, Mac, Windows и другие. Являясь встраиваемым, URBI может работать на различных процессорах: x86, ARM, MIPS, PowerPC и т. д.
- Теговые команды (taggable commands) для контроля выполнения потока
- С мая 2010 года Urbi является продуктом с открытым исходным кодом (лицензия GNU AGPL v3) .
- Urbi может взаимодействовать с ROS от компании Willow Garage.
- Urbi может использоваться в качестве промежуточного слоя C++, без urbiscript. Однако, использование urbiscript требует изучения сравнительно нового языка, не столько с точки зрения синтаксиса (который, похож на С/C++), а в терминах параллельной /событийной парадигмы.
- Webots — профессиональный симулятор роботов, который может работать с Urbi.
- Программное обеспечение для визуального управления роботом от Gostai Studio и Gostai Lab, но оно является проприетарным и стоит дорого.

## Примеры
Примеры показывают, как на UrbiScript реализуется цикл отслеживания «мяча» — объекты моторов головы, объекты для детектирования «мяча» (x и y в диапазоне от −1/2 до 1/2):
```
whenever (ball.visible) 
{
    headYaw.val   += camera.xfov * ball.x
  &
    headPitch.val += camera.yfov * ball.y
};
```

Whenever — цикл, который используется для выполнения связанного кода до тех пор, пока значение условий истинно.
«&» — указание для обеих команд, которые должны начинаться в одно и то же время, выполняясь тем самым параллельно.
```
at (speech.hear("hello"))
{
  voice.say("How are you?") &
  robot.standup();
}
```

at — событийная конструкция, которая приводит в действие связанный код один раз, в случае когда условие становится истинным:
```
myTag: 
  while(true)
    echo ("This is a never ending loop"),
at (button.pressed)
  myTag.stop;
```

myTag — тег который даёт возможность приостановить этот код в случае необходимости:
В приведенных примерах в конце команды стоит запятая — обозначает выполнение предыдущей команды в фоновом режиме, позволяя программе выполняться далее, в частности, выполнения следующей команды at.

## Компонентная архитектура UObject
Компонентная архитектура UObject основана на библиотеке UObject C++, которая позволяет разработчикам взаимодействовать с любым объектом C++ в Urbi путем сопоставления выбранных методов и параметров с языком сценариев, сохраняя при этом код C++, который способен устанавливать оповещения C++ для определенных атрибутов объектов уведомлять код о любых изменениях в этих атрибутах UrbiScript/Urbi.
UObject использует шаблоны C++ для прозрачного сопоставления любого требуемого метода с механизмом интерфейса.
C++ UObject можно использовать либо в плагине, если он напрямую связан с ядром Urbi во время компиляции, либо в режиме динамической загрузки.   В первом случае объект C++ получает доступ к основной памяти Urbi в результате интеграции. Обычно это используется для компонентов, критичных ко времени, таких как драйверы двигателей или датчиков.  Тот же C++ UObject также можно использовать без изменений в качестве удаленного компонента, и в этом случае он станет отдельной программой, которая будет выполняться с IP-адресом сервера Urbi в качестве параметра, но в обоих случаях объект появится прозрачно в UrbiScript как отдельный объект.

## Существующие UObject
- Распознавание речи
- Синтез речи
- Распознавание лиц
- SLAM
- Распознавание цветов
- SIFT распознавание объектов

## Поддерживаемые скрипты
- Segway
- Aibo
- iRobot Create
- Lego Mindstorms NXT
- HRP-2
- Nao
- Robotis Bioloid
- Mobile Robots Pioneer
- Симулятор Webots